# Anton Pointner
Anton Pointner (né le 8 décembre 1890 à Salzbourg, mort le 8 septembre 1949 à Hintersee) est un acteur autrichien.

## Biographie
Pointner obtient son premier engagement en 1907 à Lahr. Il joue ensuite à Pilsen, Düsseldorf (1911) et Brno. Il vient ensuite à Vienne et en 1920 à Berlin, au théâtre Lessing et au Schauspielhaus.
À partir de 1920, il se consacre au cinéma. L'acteur athlétique incarne des personnages robustes. En 1930, il arrive à Hollywood pour jouer dans des versions allemandes de productions américaines. Pendant le Troisième Reich, Pointner incarne l'empereur François dans Fridericus.

## Filmographie partielle
- 1911 : Halbwelt
- 1918 : Der Märtyrer seines Herzens
- 1920 : Die Schlange mit dem Mädchenkopf
- 1921 : Lady Hamilton de Richard Oswald
- 1921 : Die Liebschaften des Hektor Dalmore
- 1923 : Erdgeist
- 1923 : Nelly, die Braut ohne Mann
- 1924 : Thamar, das Kind der Berge
- 1925 : Der Fluch de Robert Land
- 1925 : Der Flug um den Erdball
- 1925 : Der Trödler von Amsterdam
- 1926 : Als ich wiederkam
- 1927 : Funkzauber de Richard Oswald
- 1927 : Maria Stuart
- 1927 : Der alte Fritz
- 1927 : Sensations-Prozeß
- 1927 : Arme kleine Sif
- 1928 : Liebe im Kuhstall
- 1928 : Das Karussell des Todes
- 1929 : Das brennende Herz de Ludwig Berger
- 1929 : Der lustige Witwer
- 1929 : Die Halbwüchsigen
- 1929 : Jeux de dames
- 1929 : Mon copain de papa (Vater und Sohn) de Géza von Bolváry
- 1929 : Spiel um den Mann
- 1930 : Der Tanz geht weiter
- 1930 : Die Maske fällt
- 1930 : Zwei Welten
- 1930 : Le Démon des mers
- 1931 : Die heilige Flamme de Berthold Viertel et William Dieterle
- 1931 : Kismet de William Dieterle
- 1931 : L'amour commande
- 1931 : Menschen hinter Gittern
- 1931 : Der Raub der Mona Lisa
- 1931 : Wochenend im Paradies
- 1931 : Tumultes de Robert Siodmak
- 1932 : Marschall Vorwärts
- 1932 : Das Geheimnis um Johann Orth
- 1932 : Les Filles de Madame Lehmann
- 1932 : Trenck
- 1932 : C'est un amour qui passe (Ein lied, ein kuß, ein mädel) de Géza von Bolváry
- 1932 : Unmögliche Liebe
- 1932 : À moi le jour, à toi la nuit (Ich bei Tag und Du bei Nacht)
- 1932 : La Comtesse Maritza (Gräfin Mariza) de Richard Oswald
- 1933 : Ganovenehre
- 1933 : La Chorale de Leuthen (Der Choral von Leuthen) de Carl Froelich
- 1933 : Der Läufer von Marathon
- 1933 : Sprung in den Abgrund
- 1933 : Saison in Kairo
- 1933 : Der Zarewitsch
- 1934 : Fräulein Frau
- 1934 : Die englische Heirat
- 1934 : Freut Euch des Lebens
- 1935 : Königswalzer
- 1935 : Liebeslied
- 1936 : Der Favorit der Kaiserin
- 1936 : Schatten der Vergangenheit
- 1936 : Hannerl und ihre Liebhaber
- 1936 : Lumpacivagabundus de Géza von Bolváry
- 1936 : Das Veilchen vom Potsdamer Platz
- 1937 : Fridericus de Johannes Meyer
- 1937 : Frauenliebe - Frauenleid d'Augusto Genina
- 1937 : Der Unwiderstehliche
- 1938 : Liebesbriefe aus dem Engadin
- 1938 : Fünf Millionen suchen einen Erben
- 1938 : Rote Orchideen
- 1939 : Renate im Quartett
- 1939 : Nanette
- 1939 : Parkstraße 13
- 1939 : Das jüngste Gericht
- 1940 : Le Maître de poste de Gustav Ucicky
- 1940 : Ma fille est millionaire
- 1941 : En selle pour l'Allemagne (...reitet für Deutschland) d'Arthur Maria Rabenalt
- 1942 : Einmal der liebe Hergott sein
- 1942 : Le Grand Roi de Veit Harlan
- 1949 : Verspieltes Leben de Kurt Meisel
- 1949 : Die seltsame Geschichte des Brandner Kaspar
- 1950 : Die Schuld der Gabriele Rottweil

## Source de la traduction
- (de) Cet article est partiellement ou en totalité issu de l’article de Wikipédia en allemand intitulé « Anton Pointner » (voir la liste des auteurs).